# Anse de Vauville
Anse de Vauville este o arie protejată (sit de importanță comunitară — SCI) din Franța întinsă pe o suprafață de 13.058 ha, integral marine.

## Localizare
Centrul sitului Anse de Vauville este situat la coordonatele 49°36′30″N 1°55′26″W / 49.60833°N 1.92389°V.

## Înființare
Situl Anse de Vauville a fost declarat arie specială de conservare în baza directivei 92/43 din 1992 referitoare la conservarea habitatelor naturale și a faunei și florei sălbatice pentru a proteja 4 specii de animale.

## Biodiversitate
Situată în ecoregiunea atlantică, aria protejată conține 2 habitate naturale: Bancuri de nisip acoperite în permanență slab de apă marină, Recifuri.
La baza desemnării sitului se află mai multe specii protejate de  mamifere (4): Halichoerus grypus, focă obișnuită (Phoca vitulina), marsuin (Phocoena phocoena), delfin mare (Tursiops truncatus)